# 영국령 버진아일랜드 올림픽 위원회
영국령 버진아일랜드 올림픽 위원회(영어: British Virgin Islands Olympic Committee)는 영국령 버진아일랜드를 대표하는 국가 올림픽 위원회이다. IOC 코드는 IVB이다. 본부는 토르톨라섬에 있으며 범아메리카 스포츠 기구에 소속되어 있다.
1980년에 설립되었으며 1982년에 국제 올림픽 위원회의 승인을 받았다. 올림픽, 팬아메리칸 게임, 중앙아메리카·카리브해 경기 대회, 코먼웰스 게임을 비롯한 국제 스포츠 대회에 참가하는 영국령 버진아일랜드의 선수들을 대표한다.